# Hagia Sophia (Nicäa)

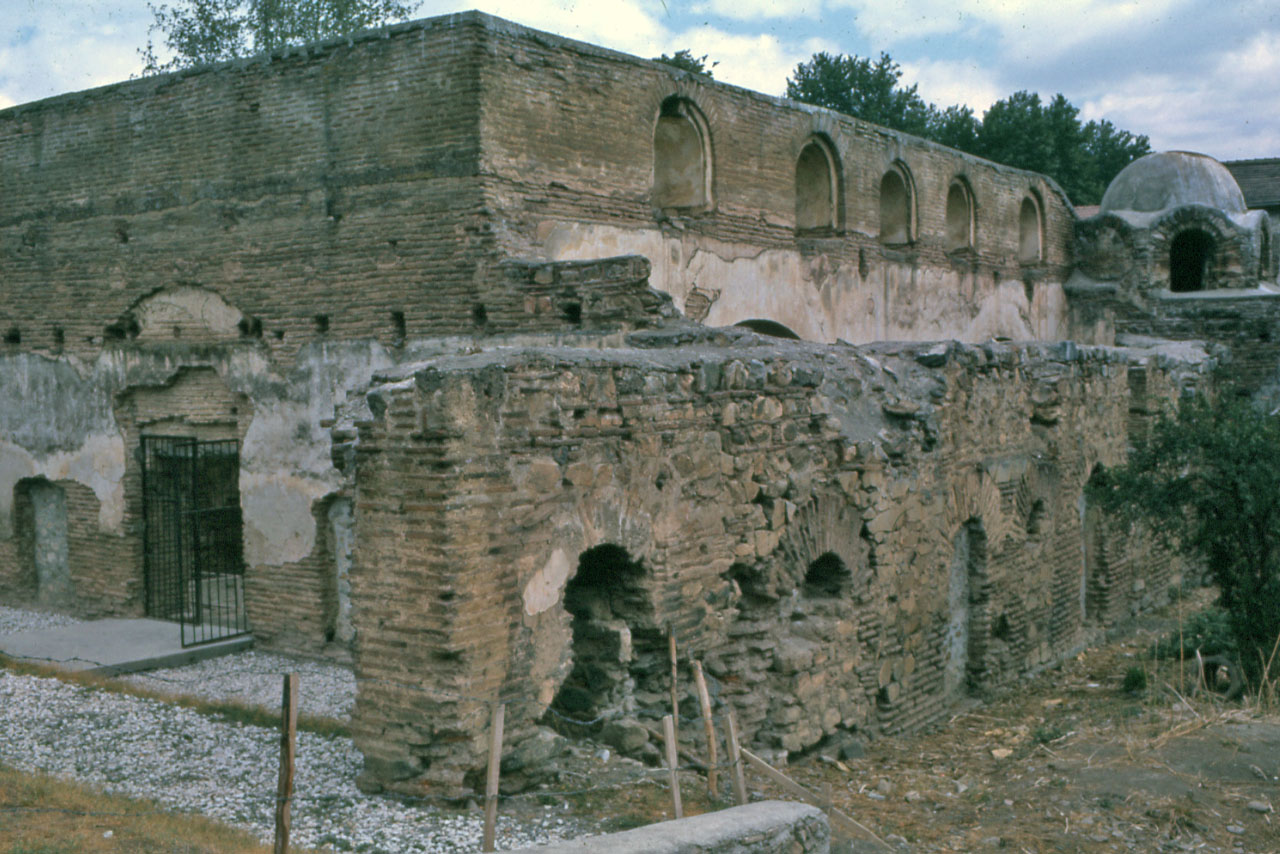
Hagia Sophia 1962. Foto von Paolo Monti.

Die Hagia Sophia (altgriechisch Ἁγία Σοφία „Heilige Weisheit“) ist eine ehemalige Kirche aus dem 4. Jahrhundert sowie ein ehemaliges Museum in Nikäa/İznik, das im Jahre 2011 unter der AKP-Regierung Erdoğans in eine Moschee umgewandelt wurde. Im Bauwerk sind unter anderem Reste von Fresken und Mosaiken sowie eine stufenförmige Priesterbank (Synthronon) in der Apsis erhalten.

## Geschichte

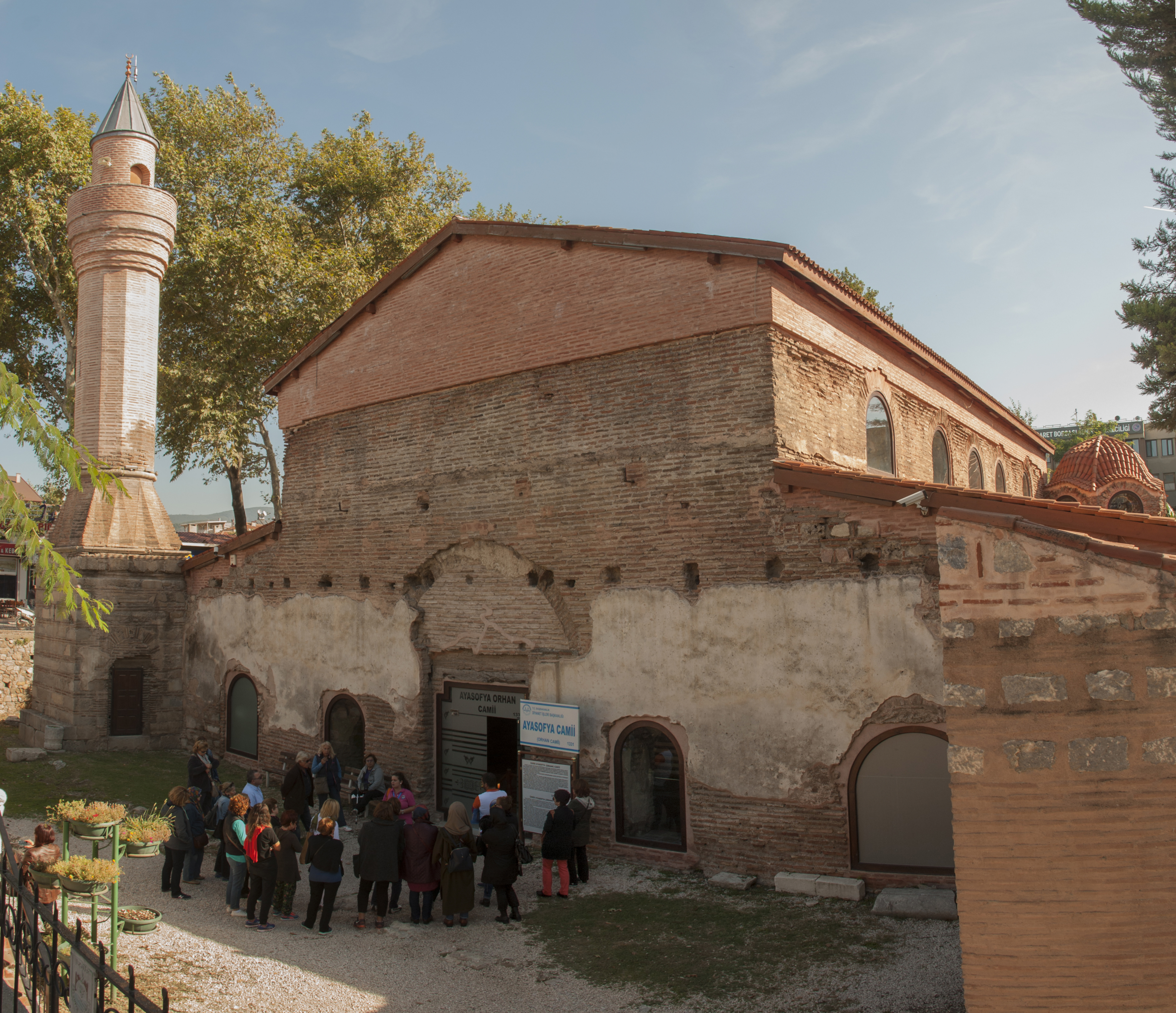
Hagia Sophia von Nikäa nach der Umwandlung in eine Moschee

Die Hagia Sophia von Nikäa wurde im 6. Jahrhundert unter dem römischen Kaiser Justinian I. der Hagia Sophia in Konstantinopel nachempfunden. Im Jahre 787 fand in dieser Kirche das Zweite Konzil von Nikäa statt, das die Ära des byzantinischen Bilderstreites beendete. Während der Besetzung Konstantinopels durch die Kreuzfahrer (1204–1261) diente sie als Patriarchalkathedrale. Nach der Eroberung Nikomediens durch die Osmanen im Jahre 1337 wurde die Kirche unter Orhan I. in eine Moschee umgewandelt. Doch das Gebäude verfiel unter den Osmanen und wurde aufgegeben – lange bevor die Türkische Republik 1923 gegründet wurde. Der Staatsgründer der Türkei, Mustafa Kemal Atatürk, wandelte die Moschee 1935 in ein Museum um und verbot allgemein Gottesdienste im Gebäude, um religiösen Unfrieden zwischen Christen und Moslems zu verhindern.
Obwohl das Ökumenische Patriarchat von Konstantinopel, die Handelskammer Izniks ebenso wie zahlreiche Anwohner die Umwandlung der Hagia Sophia in eine Moschee verhindern wollten, wurde im Oktober 2011 durch das staatliche Generaldirektorium für Stiftungen in Ankara neben der Kirche ein Minarett errichtet und das Gebäude im November in eine Moschee umgewandelt. Die Anordnung zur Umwandlung kam vom stellvertretenden AKP-Ministerpräsidenten Bülent Arinc persönlich. Kritiker bemängeln, dass nun der Iznik prägende christliche Glaubenstourismus aus aller Welt versiegen kann, da alternative Touristenattraktionen zur Hagia Sophia fehlen. Selbst das AKP-Regierungsmitglied Ertuğrul Günay äußerte Kritik wegen des Schadens, der dem christlichen Erbe Anatoliens zugefügt würde. Izniks stellvertretender Bürgermeister Kenan Zengin von der rechtsextremen Partei der Nationalistischen Bewegung (MHP) erklärte, man sei vor der Entscheidung nicht einmal gefragt worden.